# EX:FUTURIZE
「EX:FUTURIZE」（エクス フューチャライズ）は、日笠陽子の楽曲。hotaruが作詞、奥井康介が作曲を手掛けた。日笠の4枚目のシングルとして2014年2月12日にポニーキャニオンから発売された。

## 背景、制作
日笠陽子の4枚目のシングルであり、テレビアニメ『Z/X IGNITION』のオープニングテーマである。
2013年10月27日に開催された日笠の初ワンマンライブ「Glamorous Live」で、タイトルが「EX:FUTURIZE」であることと『Z/X IGNITION』のオープニングテーマになることが発表された。
ライブのリハーサル中に制作が開始され、制作に際し日笠は視聴者の興味を掻き立て、かつ自身の希望を表現する作品にすることを考えたという。また作詞に関しては、hotaruが男臭く爆発力がある作詞を手掛けていて、バトル作品である『Z/X IGNITION』に合うと判断したため制作を依頼した。
アニメの制作サイドから「高揚感のある覚えやすい曲」にして欲しいと頼まれたため、選曲に関しては問題なかったものの、言葉選びは作中の世界観と自身のカラーを歌詞に込めたかったので試行錯誤した。なお終盤のハモリは、レコーディング中にhotaruが即興で作ったという。

## 音楽性
「EX:FUTURIZE」は、近未来を表現したデジタルロックな激しい楽曲で、歌詞には「Ignition Overdrive」や「Go Activate」など、テレビアニメ『Z/X IGNITION』の用語を盛り込んでいる。
日笠は「アップテンポの曲が好きなので、得意分野」だと思ったが、「速いし、転調してキーが高くなるうえに言葉が詰まってるいるので、息継ぎが大変」な曲だと表現している。

## リリース
2014年2月12日にポニーキャニオンから発売された。前作「Seek Diamonds」から3か月ぶりのリリースとなる。
シングルは初回限定盤（PCCG-01385）と通常盤（PCCG-70201）の2種リリースで、初回限定盤には本曲のミュージック・ビデオを収録したDVDが同梱されている。
ミュージック・ビデオは、前作「Seek Diamonds」を担当した監督・ムラカミタツヤが続投している。内容は地下を舞台とした近未来風の映像になっており、衣装も近未来を彷彿とさせいているほか髪型も独特なものにしている。またマネキンにインクをかけるシーンは、ジャケットと楽曲にも反映されている。
シングルのカップリング曲「Technoholica」は、ダンサブルな攻め曲で、当初は表題曲の候補にも挙がっていた。制作は仮歌が英語であったため、英語に明るいNadia（F.M.F所属）に作詞を依頼した。レコーディングは、従来までのギリギリの音域よりも低かったためスムーズに行えたという。
シングル発売後の3月17日に渋谷REXでリリースイベントを開催し、本曲とカップリング曲を披露した。

## 収録曲
| 全編曲: 中山真斗。 |                                  |           |           |       |
| #                  | タイトル                         | 作詞      | 作曲      | 時間  |
| 1.                 | 「EX:FUTURIZE」                  | hotaru    | 奥井康介  | 4:25  |
| 2.                 | 「Technoholica」                 | Nadia     | 八木雄一  | 3:26  |
| 3.                 | 「EX:FUTURIZE（Instrumental）」  |           |           | 4:25  |
| 4.                 | 「Technoholica（Instrumental）」 |           |           | 3:26  |
| 合計時間:          | 合計時間:                        | 合計時間: | 合計時間: | 15:45 |

| #  | タイトル                     | 作詞 | 作曲・編曲 |
| -- | ---------------------------- | ---- | ---------- |
| 1. | 「EX:FUTURIZE」(Music Video) |      |            |

## チャート
| チャート（2014年）                     | 最高位 |
| -------------------------------------- | ------ |
| オリコン週間                           | 19     |
| Billboard Japan Hot 100                | 78     |
| Billboard Japan Hot Animation          | 11     |
| Billboard Japan Top Singles Sales      | 17     |
| サウンドスキャンジャパン（初回限定盤） | 20     |
| CDTV（2月22日放送）                    | 31     |